# Псков-2000
«Псков-2000» — бывший российский футбольный клуб из Пскова. Основан в 1970 году под названием «Электрон».

## История названий
- 1970 — «Электрон»[1][2]
- 1971—1997 — «Машиностроитель»
- 1998—2000 — «Псков»
- 2001—2005 — «Псков-2000»

## История выступлений

### Первые шаги
Команда «Машиностроитель» (Псков) существовала и до выступления псковских команд на всесоюзных соревнованиях. В 60-годы «Машиностроитель» был флагманом областного футбола. Первое упоминание о футболе на Псковщине датируется и вовсе 13 сентября 1893 года, а первый настоящий футбольный матч состоялся 24 октября 1897 года.
70-е годы XX столетия в спортивной жизни региона ознаменовались выступлением футбольного клуба города Пскова на низшем уровне среди команд мастеров Советского Союза: в 1970 году команда псковского завода радиодеталей «Электрон» дебютировала в классе «Б» — четвёртом эшелоне лиг — заняв последнее место. В следующем году для участия в созданной вследствие реорганизации системы лиг и упразднения Класса «Б» Второй союзной лиге была сформирована команда «Машиностроитель» объединения «Псковмаш», на этом уровне они играла в течение четырёх сезонов. В 1971 году команду тренировал молодой тренер Арсен Найдёнов (Розман), впоследствии получивший известность по работе в 90-е годы в сочинской «Жемчужине». В 1973 году «Машиностроитель» дошёл до финала первого розыгрыша Кубка РСФСР среди команд второй лиги, где на своём поле при переполненных трибунах уступил «Вулкану» из Петропавловска-Камчатского — 0:1 (в том году Найдёнов тренировал уже «Вулкан»).
С 1975 года в течение полутора десятков лет во всесоюзных соревнованиях команд мастеров Псков не был представлен. Безуспешно пытался пробиться в мастера показывавший хорошие результаты во внутриобластных турнирах псковский «Прогресс», участвовавший в первенстве РСФСР среди КФК в 1987 и 1988 годах.

### Вторая волна выступлений
В 1989 году ставший годом ранее чемпионом Псковской области «Машиностроитель», подпитанный усилиями Псковского облспорткомитета, руководством НПО «Псковхимлегмаш» и представителями областной администрации, принял участие в Первенстве РСФСР среди КФК — заняв первое место в зоне № 4 («Север»), на финальном этапе, игры которого проходили в Пскове и Печорах, финишировал вторым, пропустив вперёд «Торгмаш» из Люберец. В кубке зоны «Север» (победу в котором в итоге одержала ленинградская «Светлана») «Машиностроитель» на первой же для себя стадии (стадии 1/4 финала) уступил новгородской «Энергии» (0:1, 1:1). По результатам игр в первенстве КФК-1989, несмотря на поражение в переходных матчах от «Селенги» из Улан-Удэ — 4:1 (дома), 0:4 (на выезде), «Машиностроитель» получил право выступать во второй лиге первенства СССР. Нападающий Алексей Снигирёв забил в сезоне 8 мячей, хорошо проявив себя в частности и в товарищеском матче с командой Высшей лиги московским «Динамо» (забил гол и произвёл впечатление на тренера москвичей Анатолия Бышовца), получил приглашение перейти в столичный клуб.
Четыре сезона (два — во второй низшей союзной лиге и два — второй российской лиге) команда занимала места в верхней части турнирной таблицы. В 1992 году «Машиностроитель», основу которого в то время составляли местные футболисты, боролся за выход в первую лигу, занял третье место, уступив повышение в классе калининградской «Балтике» и клубу «Смена-Сатурн» (Санкт-Петербург). В 1987—1992 годах команду тренировал Владимир Косогов. Президентом клуба в 1992—1993 годах являлся молдавский бизнесмен Александр Лилица — дядя известного футболиста сборной страны Игоря Добровольского. За команду отметился будущий лидер «Спартака» и сборной России, а также победитель Лиги чемпионов уроженец Великолукского района Дмитрий Аленичев, перешедший в 1991 году из псковского «Машиностроителя» в московский «Локомотив». В высший дивизион псковская команда также делегировала Олега Лепика и Вячеслава Волкова, игравших за новороссийский «Черноморец», а также Вячеслава Дёмина («Зенит» Санкт-Петербург, «КАМАЗ» Набережные Челны, «Текстильщик» Камышин).
Следующие четыре года «Машиностроитель» провёл в новообразованной третьей лиге с постепенным ухудшением результатов. В 1998 году в связи с реорганизацией российских соревнований в низших лигах третья лига вошла в состав второй, и «Машиностроителю», несмотря на занятое 12-е место в 1997 году, в соответствии с удовлетворяющим требованиям ПФЛ состоянием инфраструктуры, было предоставлено право на участие в ней.

### Исключение из ПФЛ
Перед началом сезона-1998 «Машиностроитель» был переименован в ФК «Псков», почётным президентом клуба стал мэр Пскова Александр Прокофьев, спонсорство «Псковского кабельного завода» и «Псковского хлебокомбината» позволило улучшить финансирование, что поспособствовало усилению состава: возвратились обрётшие опыт высшей лиги местные воспитанники защитники Волков, пришедший из тульского «Арсенала» и Игорь Сурин («Локомотив» Нижний Новгород), вернулся из Великих Лук Игорь Васильев, также пришли в клуб ряд иногородних футболистов: Сергей Петрукович из БАТЭ (ранее — «Динамо-Газовик»), лучший бомбардир ярославского «Нефтяника» за всю историю Игорь Аксёнов, Александр Знак (игравший в Беларуси и за астраханский «Волгарь-Газпром»). Команда неплохо начала сезон, но по ходу первого круга была исключена с соревнований из-за неуплаты части заявочного взноса, причём по утверждениям главы ПФЛ Николая Толстых, это произошло по вине клуба — клуб неоднократно, в том числе и со страниц прессы, предупреждался о грядущих санкциях за невыполнение устава и требований регламента ПФЛ, но не реагировал на эти сигналы, а глава РФС Вячеслав Колосков высказал позицию, согласно которой не следовало бы исключать клуб из соревнований, хоть Александр Лилица (вернувшийся в клуб на пост президента, 1998—2005) вовремя и не среагировал и затянул все сроки, но готовность оплатить долг у клуба была, деньги проводились через Спорткомитет, с чем и были связаны трудности, характер которых заключался лишь в организационных моментах. Излишняя принципиальность ПФЛ стоила Пскову места во Втором дивизионе, где осталась выступать другая команда региона — великолукская «Энергия». Псковская же команда вынуждена была доигрывать сезон в первенстве КФК, заявившись не с начала турнира как «Псков»-2 (в несыгранных матчах первой части сезона любительского первенства команде были засчитаны технические поражения), а на пост главного тренера был приглашён Заслуженный мастер спорта, Заслуженный тренер СССР Эдуард Малофеев, возглавлявший сборную Советского Союза и выводивший её на чемпионат мира-1986, а также приводивший минских динамовцев к победе в союзном чемпионате-1982.

### Возвращение
Попытки заявиться на сезон-1999 во Второй дивизион не увенчались успехом (несмотря на то, что уже был составлен предварительный вариант календаря зоны «Запад» Второго дивизиона, где фигурировал ФК «Псков»), и сезон-1999 команда провела на любительском уровне, выиграв все турниры, в которых принимала участие (первенство КФК в зоне «Северо-Запад», Кубок МРО «Северо-Запад» (в финальном матче на стадионе имени Кирова была повержена «Кондопога» из одноимённого города — 3:1) и финальный турнир чемпионата России среди любительских команд (КФК), проходивший в Пскове). Впервые в истории псковского футбола 18 игрокам ФК «Псков» было присвоено звание мастеров спорта.
В сезон-2000 команда вступала в ранге новичка Второго дивизиона и одного из фаворитов одновременно. Матч 1-го тура «Псков» — «Зенит»-2 (1:0) собрал на псковском стадионе «Машиностроитель» 14 000 человек. На протяжении всего первенства команда находилась в группе лидеров, периодически возглавляя турнирную таблицу, однако в итоге заняла 4-е место. В разгар сезона из команды был откомандирован в сборную Беларуси Малофеев, принявший приглашение Александра Лукашенко, на его место заступил выпускник Высшей школы тренеров Александр Лебедев.
В 2001 году главным тренером сменившей название на «Псков-2000» команды (учредителем клуба стала администрация Псковской области) был назначен петербуржец Лев Бурчалкин. Летом 2001 года команду пополнили вернувшийся в Псков Алексей Снигирёв и ставший впоследствии известным телекомментатором Константин Генич, пришедшие из ФК «Химки». Оба отыграли за псковскую команду вторую часть сезона-2001 и забили по 2 мяча, причём, Генич перед приходом в «Псков» уже был известен псковским болельщикам, сыграв два кубковых матча в Пскове за «Химки» (30 июня 2001 года, 2:0 и 28 мая 2000 года, 2:1), в каждом из которых забил по голу. На протяжении более чем половины первенства в зоне «Запад» «Псков-2000» шёл без поражений, выдвинувшись на первое место к концу первого круга и выиграв его, причём на выезде брал очки увереннее, чем в домашних матчах, в которых порой с трудом сводил игры к ничьей. Во многом именно из-за обилия ничьих к ранее обещавшему стать определяющим для турнирного положения команд матчу лидеров зоны «Запад» против «Динамо СПб» в Санкт-Петербурге 21 сентября в рамках 32-го тура первенства «Псков-2000» подошёл, отставая уже на 6 очков при игре в запасе у петербуржцев, при том, что имел всего одно поражение в пассиве, а «Динамо СПб» — два. В матче, проходившем на стадионе имени Кирова, псковичи уступили — 0:1 (домашняя игра первого круга закончилась со счётом 0:0). «Динамо СПб» заняло первое место в зоне «Запад», выиграло по сумме двух стыковых матчей у победителя зоны «Центр» липецкого «Металлурга» и вышло в Первый дивизион. Псковичи же после поражения в Санкт-Петербурге уступили дома владимирскому «Торпедо», после чего Бурчалкин покинул пост главного тренера. Тем не менее, «Псков-2000» в сезоне-2001 занял итоговое второе место, которое стало высшим достижением в истории клуба.
По общему мнению, у клуба всё равно не было средств для выступления в Первом дивизионе, но, тем не менее, несколько сезонов подряд игры команды собирали полные трибуны стадиона «Машиностроитель» (средняя посещаемость домашних матчей команды в 1999—2002 годах составила 6000 зрителей), команда показывала содержательный атакующий футбол. Лучшим бомбардиром клуба и зоны «Запад» Второго дивизиона был петербуржский воспитанник Дмитрий Сачков, пришедший летом 1999 года в «Псков» из «Кондопоги» и забивший в первенстве и Кубке России за «Псков» 84 мяча. Также, за эти годы (в период с конца 90-х по начало 2000-х годов) в команды Высшего российского дивизиона из Пскова отправился ряд футболистов (большинство из которых — местные воспитанники), заигравших в основных составах своих новых клубов: Валерий Цветков и Игорь Недорезов — «Зенита», Валерий Алексеев — «Анжи», Сергей Степанов — «Торпедо»-ЗИЛ, Сергей Виноградов — «Крыльев Советов», Руслан Суродин, Вадим Старков и Иван Ершов — «Черноморца».

### И вновь вниз
Весной 2003 года у клуба появился генеральный спонсор — компания «Авто-Лада» (президент Алексей Севастьянов), осенью 2003 года клуб уже готовил документы на переименование в ФК «Авто-Лада-Псков», однако вскоре сотрудничество с клубом было прервано (финансирование детско-юношеского футбола сохранилось). В 2002—2004 годах команду поочерёдно тренировали бывшие московские спартаковцы Евгений Сидоров и Виктор Ноздрин, а также Виктор Демидов, в Псков даже вернулся и Эдуард Малофеев (в качестве тренера-консультанта — 2003 и спортивного директора — 2004), но им не удалось остановить падение клуба, с приходом на пост губернатора области Михаила Кузнецова переставшего получать соответствующую финансовую поддержку, результаты команды шли вниз, и в 2005 году после первого круга (менее, чем через два года после того, как на стадионе «Машиностроитель» в соответствии с требованиями Лиги были установлены индивидуальные пластиковые сидения) ФК «Псков-2000» снялся с соревнований из-за финансовых проблем.
С 2006 года город стал представлять клуб «Псков-747», основанный Алексеем Севастьяновым, домашние матчи стал играть на стадионе «747». В 2020 году преобразован в ФК «Псков».

## Результаты выступлений

### Первенство СССР
| Год  | Соревнование            | Соревнование | Место    | И  | В  | Н  | П  | Мячи  | Примечания                                                            |
| Год  | Лига/дивизион (уровень) | Зона         | Место    | И  | В  | Н  | П  | Мячи  | Примечания                                                            |
| ---- | ----------------------- | ------------ | -------- | -- | -- | -- | -- | ----- | --------------------------------------------------------------------- |
| 1970 | Класс Б (4)             | 1            | 17 из 17 | 32 | 5  | 5  | 22 | 15-46 |                                                                       |
| 1971 | Вторая лига (3)         | 2            | 11 из 20 | 38 | 13 | 7  | 18 | 34-42 |                                                                       |
| 1972 | Вторая лига (3)         | 2            | 7 из 20  | 38 | 15 | 12 | 11 | 36-33 |                                                                       |
| 1973 | Вторая лига (3)         | 2            | 9 из 17  | 32 | 12 | 8  | 12 | 31-34 | Участие в Кубке РСФСР для команд второй лиги (в 1973 году — финалист) |
| 1974 | Вторая лига (3)         | 2            | 18 из 21 | 40 | 11 | 8  | 21 | 40-56 | Участие в Кубке РСФСР для команд второй лиги (в 1973 году — финалист) |
| 1989 | КФК РСФСР (4)           | 4 («Север»)  | 1 из 8   | 14 | 9  | 3  | 2  | 26-8  |                                                                       |
| 1989 | КФК РСФСР (4)           | финал. этап  | 2 из 8   | 5  | 3  | 1  | 1  | 9-4   |                                                                       |
| 1989 | КФК РСФСР (4)           | перех. матчи | 2 из 2   | 2  | 1  | 0  | 1  | 4-5   |                                                                       |
| 1990 | Вторая низшая лига (4)  | 6            | 6 из 17  | 32 | 14 | 12 | 6  | 45-34 | Участие в Кубке РСФСР для команд второй лиги                          |
| 1991 | Вторая низшая лига (4)  | 6            | 9 из 22  | 42 | 17 | 10 | 15 | 54-40 | Участие в Кубке РСФСР для команд второй лиги                          |

### Первенство и Кубок России
| Год  | Первенство              | Первенство     | Первенство | Первенство | Первенство | Первенство | Первенство | Первенство | Кубок  | Кубок                       | Примечания                                                           |
| Год  | Лига/дивизион (уровень) | Зона           | Место      | И          | В          | Н          | П          | Мячи       | Стадия | Последний соперник          | Примечания                                                           |
| ---- | ----------------------- | -------------- | ---------- | ---------- | ---------- | ---------- | ---------- | ---------- | ------ | --------------------------- | -------------------------------------------------------------------- |
| 1992 | Вторая лига (3)         | 4              | из 20      | 38         | 19         | 13         | 6          | 43-23      | 1/256  | Искра (г) 0:3               |                                                                      |
| 1993 | Вторая лига (3)         | 5              | 5 из 16    | 30         | 15         | 9          | 6          | 48-26      | 1/64   | Балтика (г) 0:1             | Переход в Третью лигу                                                |
| 1994 | Третья лига (4)         | 4              | 4 из 13    | 24         | 14         | 3          | 7          | 45-25      | 1/256  | Локомотив СПб (д) 3:4, д.в. |                                                                      |
| 1995 | Третья лига (4)         | 4              | 4 из 13    | 24         | 11         | 9          | 4          | 30-18      | 1/64   | Балтика (д) 0:2             |                                                                      |
| 1996 | Третья лига (4)         | 4              | 6 из 16    | 30         | 14         | 6          | 10         | 38-32      | 1/128  | Динамо (Брянск) (г) 0:1     |                                                                      |
| 1997 | Третья лига (4)         | 4              | 12 из 19   | 36         | 13         | 7          | 16         | 28-40      | 1/128  | ЦСК ВВС-Кристалл (д) 0:3    | Переход во Второй дивизион                                           |
| 1998 | Второй дивизион (3)     | «Запад»        | —          | 16         | 7          | 7          | 2          | 16-11      | 1/128  | Динамо (СПб) (д) 0:1        | Снят с соревнований после 16-го тура, результаты матчей аннулированы |
| 1999 | Первенство КФК (4)      | «Северо-Запад» | из 10      | 18         | 16         | 1          | 1          | 73-6       | (МРО)  | Кондопога (н) 3:0           | Переход в Второй дивизион                                            |
| 1999 | Первенство КФК (4)      | финал. турнир  | из 12      | 6          | 6          | 0          | 0          | 19-1       | —      | —                           | Переход в Второй дивизион                                            |
| 2000 | Второй дивизион (3)     | «Запад»        | 4 из 19    | 36         | 19         | 7          | 10         | 65-29      | 1/128  | Химки (д) 1:2               |                                                                      |
| 2001 | Второй дивизион (3)     | «Запад»        | из 20      | 38         | 23         | 11         | 4          | 61-31      | 1/32   | Химки (д) 0:2               |                                                                      |
| 2002 | Второй дивизион (3)     | «Запад»        | 5 из 20    | 38         | 19         | 8          | 11         | 61-52      | 1/32   | Кристалл (д) 1:2            |                                                                      |
| 2003 | Второй дивизион (3)     | «Запад»        | 9 из 19    | 36         | 11         | 15         | 10         | 51-36      | 1/64   | Северсталь (г) 1:2          |                                                                      |
| 2004 | Второй дивизион (3)     | «Запад»        | 14 из 17   | 32         | 9          | 5          | 18         | 33-41      | 1/256  | БСК (д) 0:1                 |                                                                      |
| 2005 | Второй дивизион (3)     | «Запад»        | 17 из 17   | 32         | 4          | 5          | 23         | 14-65      | 1/256  | Смоленск (г) 0:2            | Снялся после 1-го круга                                              |

### Дублирующий состав
Дублирующий состав клуба в 2001—2003 годах принимал участие в Первенстве КФК (зона «Северо-Запад»): в 2001 году занял 3-е место, в 2002 году снялся после шести проведённых игр, в 2003 году занял последнее 10-е место, не набрав ни одного очка (по ходу турнира также снялся). Обладатель (2002) и финалист (2004) кубка Псковской области.
В Первенстве КФК 1998 (зона «Северо-Запад») помимо команды «Машиностроитель» Псков (клубная) со второго круга начала играть команда «Псков»-2 (фактически главная команда, которую исключили из зоны «Запад» Второго дивизиона по ходу турнира), задним числом был изменён календарь, за матчи первого круга ей были внесены технические поражения, в итоговой турнирной таблице «Псков»-2 занял 8-е место из 12-ти (сыгранные матчи — 11:+7=2-2, 22-12).

## Достижения
- Финалист Кубка РСФСР: 1973
- Серебряный призёр Второго дивизиона ПФЛ: 2001 (зона «Запад»)
- Бронзовый призёр призёр Второй лиги ПФЛ: 1992 (зона 4)
- Победитель первенства КФК: 1999 (в зоне «Северо-Запад» и финальном турнире)
- Обладатель Кубка России среди КФК (зона «Северо-Запад»): 1999